# Sigfried Held
Sigfried Held, född 7 augusti 1942 i Bruntál, är en tysk före detta professionell fotbollsspelare (anfallare) och senare tränare.
Held spelade 230 Bundesligamatcher och gjorde 44 mål för Borussia Dortmund mellan 1965 och 1971 samt mellan 1977 och 1979. Med Dortmund vann han Cupvinnarcupen 1966 samt tog en andra- och en tredjeplats i Bundesliga. Första säsongen i Dortmund, 1965/66, var en strålande säsong för den unge anfallaren Held. Tillsammans med Reinhard Libuda och Lothar Emmerich bildade han en internationellt gångbar anfallstrio. Efter att ha slagit ut Floriana från Valletta, CSKA Sofia, Atlético Madrid och West Ham i Cupvinnarcupen, var man klar för finalen i Glasgow den 5 maj 1966 mot storfavoriten Liverpool. I de två semifinalmatcherna mot West Ham, med stjärnor som Bobby Moore, Martin Peters och Geoff Hurst, svarade Dortmund för en stor bedrift. West Ham var titelförsvarare och hade ett mycket bra lag. Siggi Held och hans lagkamrater lyckades besegra engelsmännen genom att spela offensiv fotboll, och i finalen stod man som segrare efter att "Stan" Libuda avgjort i förlängningen. 
Tack vare sina imponerande insatser, både i Bundesliga och i Europaspelet, fick Held göra landslagsdebut mot England i London den 23 februari 1966. Held hade en exceptionell säsong 1965/66: Han var med om att bli tvåa i Bundesliga, han vann Cupvinnarcupen, han blev landslagsspelare och tog silver vid VM i England. Mellan 1972 och 1976 spelade han i Kickers Offenbach och gjorde då 25 mål på 133 Bundesligamatcher. Därmed är han den Offenbachspelare som spelat flest matcher i Bundesliga. Innan han gick över till Bundesligalaget Borussia Dortmund 1965, hade han spelat med Offenbach i Regionalliga Süd. Säsongen 1964/65 sköt Held 15 mål för Offenbach, men man kom bara på tredje plats, och misslyckades därmed för andra året i rad att ta steget upp i Bundesliga. Säsongen 1971/72 var han med om att föra upp Offenbach från Regionalliga till Bundesliga. Mellan 1979 och 1981 spelade han 59 Bundesligamatcher och gjorde tre mål för Bayer Uerdingen.
För det västtyska landslaget spelade Held 41 matcher och gjorde fem mål mellan 1966 och 1973. Han var med om att ta silver vid VM i England 1966 och brons i VM i Mexiko 1970. Han fanns dock inte med när Västtyskland tog EM-guld i Belgien 1972. Anledningen var att han samtidigt spelade i uppflyttningsserien till Bundesliga med Kickers Offenbach.
Efter att ha avslutat spelarkarriären var Held tränare i Schalke 04 mellan 1981 och 1983. Schalke hade precis åkt ur Bundesliga, men Held såg till att föra upp laget i högstadivisionen igen. Mellan 1993 och 1995 tränade han Dynamo Dresden och mellan 1996 och 1998 tränade han VfB Leipzig. Han har även varit förbundskapten för Malta och Thailand.

## Meriter
- A-landskamper: 41/5 mål

- VM i fotboll: 1966, 1970
  - VM-silver 1966
  - VM-brons 1970